# 大使
大使（たいし、英: ambassador（アンバサダー）、仏: ambassadeur）

## 一覧
- 外交使節団の長で最上位の階級・称号。また、外交官における最上位の称号（特命全権大使、特派大使、待命大使、臨時代理大使、名称大使）。
- 律令制下の日本における外交使節および征夷使の長官たる官職
- 外務省および国際文化交流団体などが、国際親善を目的として主に文化人・芸能人に対して委嘱する役職名（名誉大使、親善大使）。
- 観光地のイメージキャラクターの職名または通称。PRマスコット。観光大使。
- 市町村または観光協会などが居住する地域住民、出身者、または当該市町村以外の地域に住まう一般市民に対し、地域振興のPRを委嘱する際に授ける職名。ふるさと大使。